# 剑桥大学克莱尔学院
剑桥大学克莱尔学院（英語：Clare College, Cambridge）是剑桥大学现存学院中第二古老的学院，创建于14世纪，在学院的初期获得了爱德华一世的外孙女克莱尔·伊丽莎白（ Elizabeth de Clare）的捐助。克莱尔学院以她的唱诗班和后花园最为出名。
1336年，国王爱德华三世批准由他的表妹伊丽莎白重建克莱尔学院，不过当时学院被称为“克莱尔学堂”（Clare Hall），直到1856年才改名为克莱尔学院（剑桥在1966年新设立了一个新的克莱尔学堂，是一个研究生学院）。克莱尔·伊丽莎白最初创立的学院只能容纳15名学者，其中10名还是特别贫困的学生，由学院资助至20岁为止。在伊丽莎白去世前一年，即1359年，她为学院制定了一系列的章程，这些章程直到今天还被认为是学院办学的指导。
1638年至1715年修建的“旧庭”被认为是英国最漂亮的庭院之一。由于经历了英国内战和古典主义在英国的兴起，花费几十年才完工的旧庭包容了传统的哥特式风格以及古典主义风格。此外跨越剑河的克莱尔桥也是座非常美丽的桥，桥上有14个石头做的圆球做装饰，但事实上有一段缺了一个圆球。缺少的那个圆球有着很多的传说，其中最为著名的说法是，当年建造这座桥是学院没付给建筑商足够的费用，所以建造者故意拿下一个球来减少开支。这座桥也为克莱尔学院的学生们带来很多娱乐：他们最喜欢的一种游戏就是站在桥上，出其不意地将游客划船时用的很长的篙撑抢去。
克莱尔学院是剑桥所有学院中最有音乐氛围的，几乎每一个学生都会演奏至少一种乐器，学校的乐团和歌唱队往往能够吸引到全英国最优秀的年青音乐学子来此就读。此外克莱尔学院的政治气氛也是非常自由的，这里是剑桥的社会主义工人团体集会的地方，历史上有很多学生都因参与政治活动而被逮捕。

## 著名校友
- 詹姆斯·沃森
- 安德鲁·维尔斯
- 史景迁
- 大卫·爱登堡